# Tablinum
U rimskoj arhitekturi, la. tablinum (ili la. tabulinum, iz la. tabula , tabla, slika) bila je soba općenito smještena na jednoj strani atrija i nasuprot ulazu; otvarala se straga na peristil, s velikim prozorom ili samo s predsobljem ili zastorom. Zidovi su bili bogato ukrašeni freskama, a poprsja obitelji bila su raspoređena na postoljima s obje strane prostorije.

## Opis
Tablinum je bio ured u rimskoj kući, očevo poslovno središte, gdje je primao svoje klijente. Prvotno je to bila glavna spavaća soba, ali je kasnije postala glavni ured i soba za primanje gospodara kuće.

## Takhtabush
ar. Takhtabush je arapski izraz za tablinum. Poput starorimskog tablinuma, otvara se prema jako zasjenjenom dvorištu i, s druge strane, stražnjem vrtu. Za razliku od rimskog tablinuma, vrtna strana je zatvorena mashrabiya rešetkom:Ch. 6 (Rimski tablinumi možda su imali otvorene zavjese.
Ako ima vjetra, on ima tendenciju puhati prema dolje u teren u privjetrini i prema gore iz terena u zavjetrini. :Ch. 6 Međutim, propuh može biti pokretan konvekcijom. Jedan od terena će općenito biti topliji od drugog; koji je topliji može varirati:Ch. 6 Dvorište je često svijetlo, popločano i usko, a može biti zasjenjeno tendom i hlađeno isparavanjem pomoću fontane. Vrt je općenito tamnije boje, ali se hladi isparavanjem evapotranspiracijom. Veće dvorište općenito će biti manje zasjenjeno vlastitim zidovima i više izloženo vrućim vjetrovima; također može biti manje zaklonjen okolnim prostorijama.:Ch. 6 Zbog pritiska vjetra i konvekcijskih sila, najtopliji zrak u toplijem dvorištu diže se i izlazi preko zida, povlačeći svježi zrak iz hladnijeg dvorišta kroz ar. takhtabush u topliji dvor:Ch. 6 Hladniji teren se nadopunjuje zrakom sa strane (uvučen kroz vrata, hlađen isparavanjem koji strši ar. mashrabiya lučnim prozorima i malim otvorima u zidu), ili odozgo , koji se hladi kontaktom sa zidom i hlađenjem isparavanjem. ar. takhtabush stoga ima jak povjetarac s hladnijeg terena. Povjetarac je barem djelomično pokretan konvekcijom, a može ga također pokretati pritisak vjetra i hlađenje isparavanjem,:Ch. 6 pa se vrtovi i dvorišta koriste kao vjetrohvati.
Slični sustavi mogu se koristiti za stvaranje hladnog, prozračnog javnog natkrivenog prostora između dva javna trga.:Ch. 6

## Poveznice
- Tsubo-niwa, sličan tradicionalni japanski arhitektonski element

## Daljnje čitanje
- Mohamed, Mady Ahmed. 30. siječnja 2018. The mastery of the Takhtabush as a paradigm traditional design element in the hot zone climate. EQA - International Journal of Environmental Quality (engleski). 28: 1–11. doi:10.6092/issn.2281-4485/7661. ISSN 2281-4485
- Ford, Brian. Rujan 2001. Passive downdraught evaporative cooling: principles and practice (PDF). Architectural Research Quarterly. 5 (3): 271–280. doi:10.1017/S1359135501001312